# Nassarius insculptus
Nassarius insculptus är en snäckart som först beskrevs av Carpenter 1864.  Nassarius insculptus ingår i släktet nätsnäckor, och familjen Nassariidae. Inga underarter finns listade i Catalogue of Life.